# 谢宗信
谢宗信（1914年—2005年5月5日），男，湖北黄陂人，中国道士，全真龙门派第二十三代玄裔弟子，曾任北京白云观第二十三代方丈，中国道教协会副会长。